# KlimduinRun

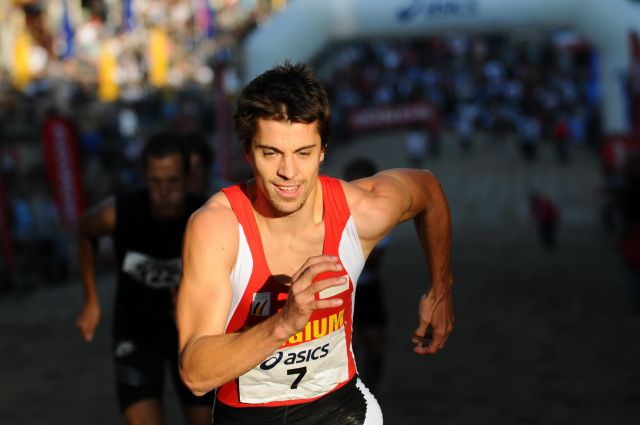
Nils Duerinck tijdens KlimduinRun 2008.

De KlimduinRun is een internationale wedstrijd met zijn roots in de atletiek, die elk jaar op het Klimduin in de Nederlandse plaats Schoorl wordt gehouden. De KlimduinRun wordt sinds 2007 georganiseerd door AV Trias en is opgericht door oud-Nederlands kampioen Sven Ootjers.
Tijdens de KlimduinRun strijden atleten in categorieën junioren, senioren, mannen en vrouwen. Het doel van de KlimduinRun is om binnen zo snel mogelijke tijd 110 meter bergop af te leggen.
Deelnemers van de KlimduinRun waren onder anderen Marit Dopheide, Lisanne de Witte, Axelle Dauwens en Koen Verweij.

## Winnaars van de KlimduinRun
| Jaar | Winnaar (m)    | Prestatie | Winnaar (v)        | Prestatie |
| ---- | -------------- | --------- | ------------------ | --------- |
| 2016 | Peter Wolters  | 24,64 s   | Marit Dopheide     | 31,78 s   |
| 2015 | Igor Rutka     | 23,42 s   | Marit Dopheide     | 28,84 s   |
| 2014 | Igor Rutka     | 25,05 s   | Anna Sjoukje Runia | 33,46 s   |
| 2013 | Seppe Thijs    | 23,44 s   | Aimee Lovers       | 32,34 s   |
| 2011 | Duncan Visser  | 23,47 s   | Axelle Dauwens     | 32,05 s   |
| 2010 | Peter Wolters  | 23,17 s   | Axelle Dauwens     | 30,07 s   |
| 2009 | Peter Wolters  | 24,90 s   | Lenneke Beeldman   | 37,38 s   |
| 2008 | Pelle Rietveld | 25,05 s   | Lenneke Beeldman   | onbekend  |
| 2007 | Peter Wolters  | onbekend  | onbekend           | onbekend  |